# إيفان بيريس
إيفان رودريغو بيريس (بالإسبانية: Iván Rodrigo Piris)‏ وهو لاعب كرة قدم بارغواياني في مركز الظهير الأيمن ولد في يوم 10 مارس 1989 في مدينة إيتاغوا في الباراغواي، وهو حالياً يلعب مع نادي أودينيزي وسبق له اللعب مع نادي سبورتينغ لشبونة في البرتغال ونادي روما ونادي ساو باولو وديبورتيفو مالدونادو وسيرو بورتينو ولعب مع منتخب الباراغواي لكرة القدم ويبلغ طوله 172 سم.

## روابط خارجية
- إيفان بيريس على موقع الاتحاد الدولي (مؤرشف)  (الإنجليزية)
- إيفان بيريس على موقع قاعدة بيانات كرة القدم.إي يو (الإنجليزية)
- إيفان بيريس على موقع ناشيونال فوتبول تيمز (الإنجليزية)
- إيفان بيريس على موقع Soccerway.com (الإنجليزية)
- إيفان بيريس على موقع عالم كرة القدم.نت (الإنجليزية)
- إيفان بيريس على موقع AS.com (الإسبانية)